# 「the TEAM NACS perfect show」〜なんでこんな時に〜
『「the TEAM NACS perfect show」～なんでこんな時に～』は、フジテレビNEXT ライブ・プレミアムで2014年6月28日（27日深夜）0:00 - 1:00に放送された、演劇ユニット・TEAM NACSによる、シチュエーション・コメディのテレビドラマ。脚本・演出は福田雄一。

## 概要
衣装合わせ・リハーサル・収録・ポスター撮影・取材等を1日で全て行い、1時間のドラマをハプニング等が起きてもカメラを止めずにノーカットで1時間で撮影を行うという、前代未聞のドラマ。
6月2日の13:10 - 13:40にはメイキング番組として『「the TEAM NACS perfect show」～なんでこんな時に～直前SP』、ドラマ終了後の6月28日（27日深夜）の1:00 - 1:30にはNACSの5人と福田による『「the TEAM NACS perfect show」～なんでこんな時に～大反省会』を放送した。

## キャスト
- 吉岡・支店長・ヤマダヤマダ：森崎博之（TEAM NACS）[3]
- 富田・ホワイト（犯人2・東）・金子・茂（父）：安田顕（TEAM NACS）[3]
- ブラック（リーダー）・重田・潤子（母）：戸次重幸（TEAM NACS）[3]
- 立花・天パ（犯人3）・掃除のおじさん：大泉洋（TEAM NACS）[3]
- 三鷹・ピンク（犯人1）・水本：音尾琢真（TEAM NACS）[3]
- 会社員：柳杏奈

## スタッフ
- 構成・脚本・演出：福田雄一
- 製作：清水賢治
- 制作統括：手塚久/窪田正利
- プロデュース：鹿内植
- 企画協力：森谷雄（アットムービー）
- 制作著作：フジテレビジョン